# Coleophora auricella
Coleophora auricella é uma espécie de mariposa do gênero Coleophora pertencente à família Coleophoridae.